# أليكس فينسنت
الكسندر فنسنت لوكسلبيو (من مواليد 29 أبريل 1981) ممثل منتج أمريكي. ومن المعروف عنه اداء دور اندي باركلي في فيلم الدمية القاتلة (1988) مع براد دوريف و Child's Play 2 (1990) و Curse of Chucky (2013) و Cult of Chucky (2017). ويعد هو المالك والمنتج في استوديو إنتاج AV استوديو الإنتاج في كليرووتر ، فلوريدا.

## سيرته المهنية
ولدت فينسنت في واين ، نيو جيرسي وترعرعت في مايوود ، نيو جيرسي. نشأ في مايوود ، نيو جيرسي وتخرج من مدرسة هاكنساك الثانوية في عام 1999

## وصلات خارجية
- أليكس فينسنت على موقع IMDb (الإنجليزية)
- أليكس فينسنت على موقع ألو سيني (الفرنسية)
- أليكس فينسنت على موقع أول موفي (الإنجليزية)
- أليكس فينسنت على موقع قاعدة بيانات الأفلام السويدية (السويدية)
- أليكس فينسنت على موقع قاعدة بيانات الفيلم (الإنجليزية)
- أليكس فينسنت على موقع كينوبويسك (الروسية)